# Cheix-en-Retz
Cheix-en-Retz (bretonisch: Keiz-Raez; Gallo: Chaèz) ist eine französische Gemeinde mit 1.172 Einwohnern (Stand: 1. Januar 2022) im Département Loire-Atlantique in der Region Pays de la Loire. Sie gehört zum Arrondissement Nantes und zum Kanton Machecoul-Saint-Même. Die Einwohner werden Cheixois und Cheixoises genannt.

## Geografie
Die Gemeinde Cheix-en-Retz liegt an der Acheneau rund 20 Kilometer westsüdwestlich von Nantes in der historischen Landschaft Pays de Retz. Umgeben wird Cheix-en-Retz von den Nachbargemeinden Le Pellerin im Norden und Nordosten, Brains im Osten, Port-Saint-Père im Südosten un Süden sowie Rouans im Süden und Westen. Die Gemeinde liegt im Weinbaugebiet Gros Plant du Pays Nantais.

## Bevölkerungsentwicklung
| Jahr                       | 1962 | 1968 | 1975 | 1982 | 1990 | 1999 | 2006 | 2012 | 2022 |
| Einwohner                  | 315  | 308  | 326  | 367  | 442  | 530  | 699  | 913  | 1172 |
| Quellen: Cassini und INSEE |      |      |      |      |      |      |      |      |      |

## Sehenswürdigkeiten
- Pierre Tremblante oder Pierre Saint-Martin; am Ufer des Acheneau gelegen, ist eine 6,3 m lange, 4,4 m breite und 0,5 m dicke Gneisplatte die aus einem wenige Meter westlich gelegenen Aufschluss stammt.
- Kirche Saint-Martin
- Kapelle des Schlosses Bois-Corbeau aus dem 12. Jahrhundert

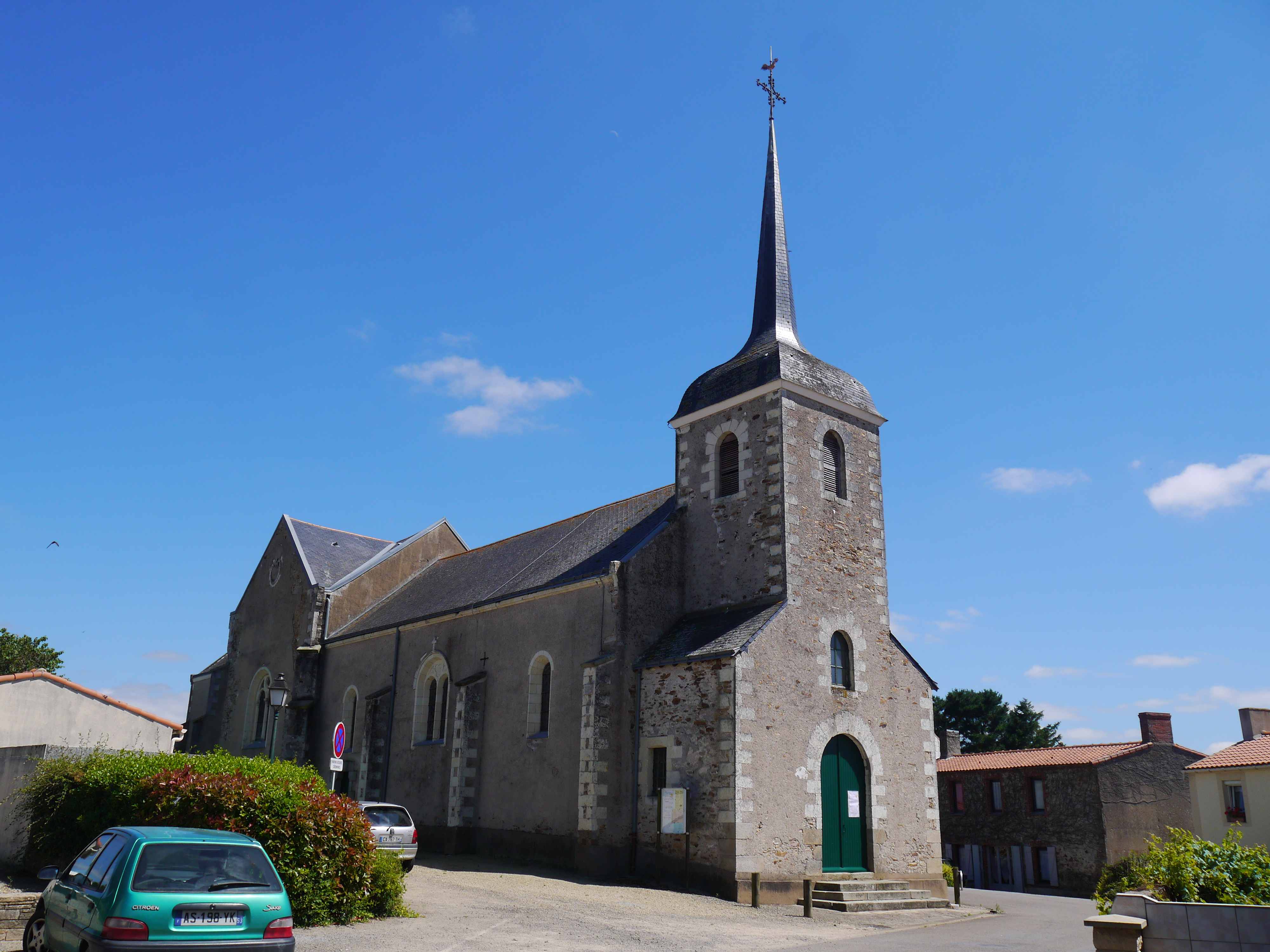
Kirche Saint-Martin
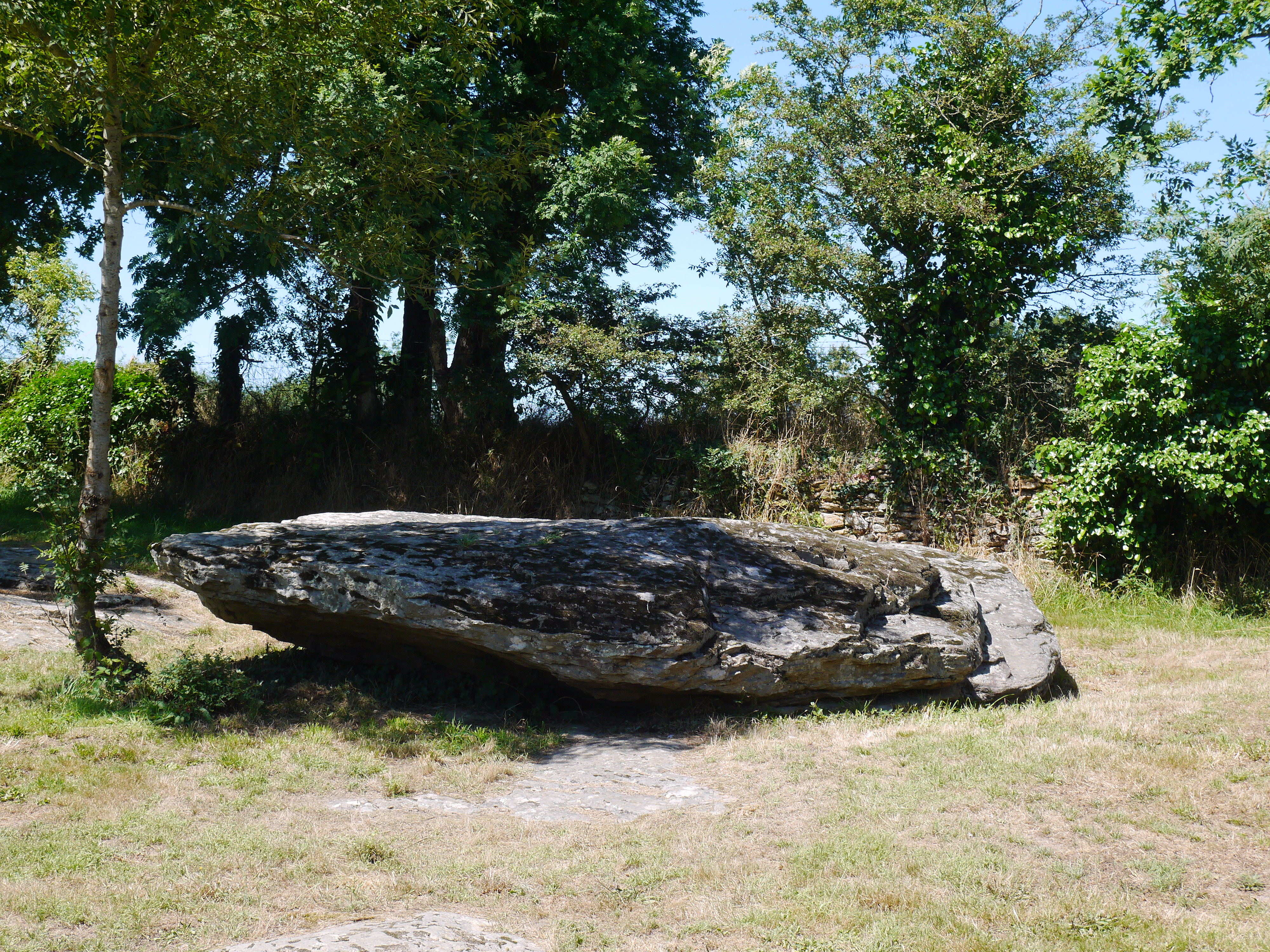
Pierre Saint Martin
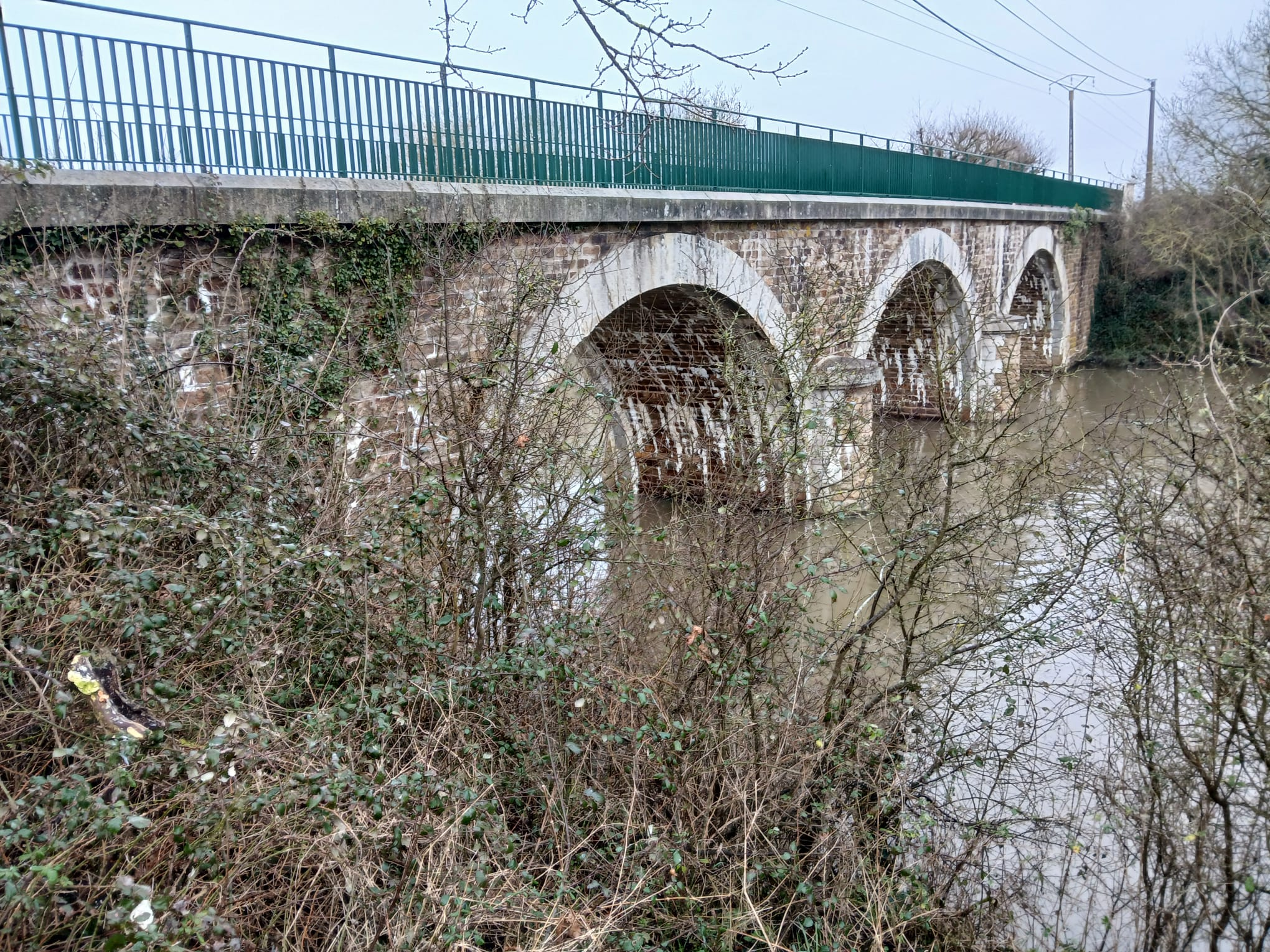
Pont de Buzon